# Philip Boyce
Philip Boyce (ur. 25 stycznia 1940 w Downings) – irlandzki duchowny rzymskokatolicki, w latach 1995–2017 biskup Raphoe. Od 2018 jest administratorem apostolskim Dromore.

## Życiorys
Święcenia kapłańskie przyjął 17 kwietnia 1966. 29 czerwca 1995 został mianowany biskupem Raphoe. Sakrę biskupią otrzymał 1 października 1995. 9 czerwca 2017 przeszedł na emeryturę. 26 marca 2018 został mianowany administratorem apostolskim Dromore.